# Osmo Rauhala
Osmo Rauhala, född den 14 september 1957 i Nokia i Finland, är en finländsk konstnär.
Om vintrarna är Rauhala verksam i sitt ateljéhem i SoHo i New York, från tidig vår till sen höst arbetar han med bland annat fåruppfödning på sin släktgård i Siuro by, belägen i Tavastland i Finland. Han är gift och har två barn.
Osmo Rauhala studerade vid Fria konstskolan i Helsingfors 1981–1982, Konstuniversitetets Bildkonstakademi i Helsingfors 1982–1987 och vid Åbo handelshögskola 1976–1987. I slutet av 1980-talet flyttade han till New York. 1988-1990 studerade han vid School of Visual Arts i New York, där han avlade magisterexamen 1990. Han har också studerat vid New Yorks universitet. Han arbetar med måleri, film, foto, den grafiska trycktekniken monotypi samt videokonst, och rör sig ofta vid sitt skapande i gränsområdet mellan konst och vetenskap.
Han hade sin första separatutställning i Nokia år 1974. Fram till 2017 har han haft över fyrtio separatutställningar, de flesta av dem utanför Finland, och har deltagit i fler än ett hundra grupputställningar i ett tjugotal olika länder. Osmo Rauhalas verk finns utställda på många konstmuseer, bland andra på Kiasma i Helsingfors. Biologi, fiske, vandring, filosofi och miljöfrågor är några av hans intressen.
Osmo Rauhala har undervisat bland andra vid Konstuniversitetets Bildkonstakademi, Aalto-universitetets högskola för konst, design och arkitektur, Helsingfors universitet, Konstuniversitetets Teaterhögskola, Tekniska högskolan, samtliga belägna i Helsingfors, samt vid Åbo ritskola.
Han blev särskilt uppmärksammad för den konstnärliga utsmyckningen av Tyrvis Sankt Olofs kyrka i Finland, skapad tillsammans med konstnären Kuutti Lavonen. Den medeltida kyrkan hade ödelagts nästan fullständigt vid en anlagd brand 1997.
Den finländske regissören Arto Koskinen regisserade 2004 en TV-dokumentär om bildkonstnären Osmo Rauhalas arbete och tankar, Joki taivaalla.

## Offentliga verk i urval
- In the beginning there was a word[2], ljusskulptur på fasaden till aktivitetscentret Silta (svenska: bro) i Tavastkyro kommun i landskapet Birkaland i Finland, 2017.
- The Eyes of the World - Ursa minor[3], ljusinstallation i Uleåborg, Finland.
- Absolute Zero - A Lighthouse of Temporality[4], i Kemi, Finland, 2003.
- Tyris S:t Olofs kyrka[5], konstnärlig utsmyckning av interiören tillsammans med Kuutti Lavonen, i Sastamala i tidigare Tyrvis kommun, Finland, 2006–2008.
- Rivers of Communication[6], konstverk i New York, skapat tillsammans med elever från Chelsea Vocational High School.
- Spelteorin och Dykandens ägg[7][8], video- och ljusinstallation inne i ett äggformat konstverk i Finlands naturcentrum Haltia i Esbo, Finland.

## Priser och utmärkelser i urval
- 1992 Årets unga konstnär, Finland[9]
- 1993 Finska statens konstnärsstöd
- 1999-2001 Finska statens konstnärsstöd
- 2009 Suomi-priset, Undervisnings- och kulturministeriets i Finland årliga kulturpris, för konstnärlig utsmyckning av Tyrvis Sankt Olofs kyrka i Finland, skapad tillsammans med konstnären Kuutti Lavonen.[10][11]
- 2009 Kyrkans kulturpris, för konstnärlig utsmyckning av Tyrvis Sankt Olofs kyrka i Finland, skapad tillsammans med konstnären Kuutti Lavonen[12]
- 2017 Pro Finlandia-medaljen av Finlands Lejons orden[13]